# Temporada de huracanes del Atlántico de 1976
La temporada de huracanes del Atlántico de 1976 presentó solo una tormenta totalmente tropical tanto en el Mar Caribe como en el Golfo de México , una ocurrencia rara. La temporada comenzó oficialmente el 1 de junio y duró hasta el 30 de noviembre. Estas fechas delimitan convencionalmente el período de cada año en el que se forman la mayoría de los ciclones tropicales en la cuenca del Atlántico. Sin embargo, el primer sistema, una tormenta subtropical, se desarrolló en el Golfo de México el 21 de mayo, varios días antes del inicio oficial de la temporada. El sistema generó nueve tornados en Florida ., lo que resultó en daños por alrededor de $ 628,000 (1976 USD), aunque el impacto fue menor por lo demás. La temporada estuvo cerca del promedio, con la formación de diez tormentas tropicales, de las cuales seis se convirtieron en huracanes. Dos de esos seis se convirtieron en huracanes importantes, que son de categoría 3 o superior en la escala Saffir-Simpson.
El huracán más fuerte de la temporada fue el huracán Belle , que alcanzó una intensidad de categoría 3 al este de Carolina del Norte . Más tarde, Belle azotó Long Island, Nueva York , como huracán de categoría 1, causando daños por valor de 100 millones de dólares y un total de 12 muertes entre las Carolinas y Nueva Inglaterra , así como daños adicionales por valor de 1 millón de dólares en la provincia canadiense de New Brunswick . La tormenta tropical Dottie y una tormenta subtropical a mediados de septiembre produjeron daños menores en el sureste de los Estados Unidos; el primero también provocó cuatro muertes en Bahamas tras el naufragio de un pesquero. A pesar de que el huracán Emmy dejó pocos daños en las Azores, las malas condiciones climáticas provocaron un accidente aéreo en Lajes Field, matando a 68 personas. En conjunto, los ciclones tropicales de este resultado provocaron 84 muertes y alrededor de $ 101,63 millones en daños.

## Resumen de temporada
La temporada de huracanes comenzó oficialmente el 1 de junio, aunque el primer ciclón tropical se desarrolló el 21 de mayo. Se formaron un total de 21 ciclones tropicales y subtropicales, pero solo 10 de ellos se intensificaron en sistemas de tormentas identificables. Esto fue aproximadamente el promedio en comparación con el promedio de 9,6 tormentas con nombre entre 1950 y 2000. Seis de estos alcanzaron la categoría de huracán, alrededor del promedio de 5,9 entre 1950 y 2000. Además, tres tormentas alcanzaron la categoría de huracán mayor; cerca del promedio de 1950-2000 de 2,3. Colectivamente, los ciclones de esta temporada causaron al menos 84 muertes y alrededor de $101,63 millones en daños. La temporada de huracanes del Atlántico terminó oficialmente el 30 de noviembre, y el ciclón final se convirtió en extratropical el 28 de octubre.
La temporada se caracterizó por la falta de actividad tanto en el Mar Caribe como en el Golfo de México . Solo una tormenta totalmente tropical, Dottie , se desarrolló en el Golfo de México y ninguna en el Mar Caribe. Desde 1900 , sólo 1962 tuvo menos tormentas tropicales (ninguna) en esas regiones. La supresión de la actividad en el Golfo de México y el Caribe se atribuyó principalmente a las primeras intrusiones de aire frío, con masas de aire inusualmente frío que impactaron gran parte de los Estados Unidos al este de las Montañas Rocosas durante octubre, y un área persistente de cizalladura vertical del viento superior al promedio sobre el Caribe occidental. En otros lugares, las temperaturas de la superficie del mara través de la cuenca del Atlántico estuvieron generalmente en o ligeramente por encima del promedio durante la mitad de la temporada.
La ciclogénesis tropical comenzó temprano, con el desarrollo de una tormenta subtropical el 21 de mayo. En junio se formaron dos depresiones tropicales, aunque ninguna alcanzó el estado de tormenta tropical. Otras dos depresiones se formaron en julio y tampoco se convirtieron en tormentas tropicales, seguidas por el desarrollo de la tormenta tropical Anna el 28 de julio. Agosto presentó cinco de las diez tormentas con nombre de la temporada, incluida la tormenta tropical Dottie y los huracanes Belle , Candice, Emmy ., y Frances. En septiembre se desarrollaron seis ciclones: una tormenta subtropical, el huracán Gloria, y cuatro depresiones tropicales que permanecieron por debajo de la intensidad de tormenta tropical. En octubre se formaron dos depresiones más que no se intensificaron. El huracán Holly, el sistema final, se formó el 22 de octubre y pasó a ser un ciclón extratropical el 28 de octubre.
La actividad del año se reflejó con una calificación de energía ciclónica acumulada (ACE) de 84, clasificándola como una temporada "casi normal", ACE es una métrica utilizada para expresar la energía utilizada por un ciclón tropical durante su vida útil. Por lo tanto, una tormenta de mayor duración tendrá valores altos de ACE. Solo se calcula en incrementos de seis horas en los que los sistemas tropicales y subtropicales específicos tienen velocidades de viento sostenidas de 39 mph (63 km/h) o superiores, que es el umbral para la intensidad de una tormenta tropical.

## Ciclones tropicales

### Tormenta tropical Anna
Un área de baja presión no tropical se desarrolló sobre el Atlántico central a fines de julio. Después de fusionarse con una vaguada polar el 28 de julio,  se desarrolló una depresión subtropical a unas 800 millas (1300 km) al este-sureste de las Bermudas a las 18:00 UTC. La depresión subtropical se desplazó hacia el este y se fortaleció hasta convertirse en una tormenta subtropical a principios del 30 de julio,  según los informes del barco MS Pointe Allegre , que observó una presión barométrica de 999 mbar (29,5 inHg) y ráfagas de viento de hasta 69 mph ( 111 km/h). El ciclón alcanzó su punto máximo con vientos máximos sostenidos de 75 km/h (45 mph) a las 12:00 UTC del 30 de julio. Curvando hacia el este-noreste, el sistema también adquirió características tropicales, y una transición a la tormenta tropical Anna se completó unas seis horas después. .  La cresta de la superficie hacia el norte y el este hizo que Anna comenzara a curvarse hacia el noreste el 1 de agosto.  Anna pronto perdió características tropicales y se convirtió en un ciclón extratropical mientras se encontraba a unas 110 millas (180 km) al este-sureste de las Azores . Los restos se movieron en un camino circular y se acercaron a las Azores desde el norte, antes de disiparse el 16 de agosto.  Se informaron vientos huracanados en las Azores después de que Anna se volviera extratropical.

### Huracán Belle
A fines de julio, una onda tropical emergió frente a la costa occidental de África. Atravesando el Océano Atlántico durante más de una semana, el sistema finalmente se consolidó en una depresión tropical cerca de las Bahamas el 6 de agosto. Permaneciendo casi estacionario durante un día, la depresión se fortaleció hasta convertirse en la tormenta tropical Belle el 7 de agosto y en un huracán ese mismo día. adquirió un movimiento noroeste. La formación de un ojo acompañó una rápida intensificación y Belle alcanzó su punto máximo al día siguiente con vientos máximos sostenidos de 120 mph (195 km/h).  Posteriormente, el huracán giró hacia el norte y aceleró, bordeando los Outer Banks de Carolina del Norte .. Temprano el 10 de agosto, Belle tocó tierra en Long Island , Nueva York , como un huracán mínimo antes de moverse tierra adentro sobre el sur de Nueva Inglaterra como una tormenta tropical horas más tarde. A partir de entonces, Belle hizo la transición a un ciclón extratropical antes de moverse sobre el Atlántico canadiense .  El sistema giró hacia el este mientras se encontraba sobre el Atlántico norte y finalmente se disipó el 15 de agosto hacia el sur de Islandia . 
Amenazando gran parte de la costa este de los Estados Unidos , se emitieron advertencias de huracán desde Georgia hasta Maine . En consecuencia, se estima que 500.000 personas evacuaron las zonas costeras.  Cinco personas perdieron la vida en un accidente automovilístico en una carretera resbaladiza por la lluvia cerca de la frontera estatal entre Carolina del Norte y Virginia ;  otra persona murió debido a un accidente automovilístico en Norfolk, Virginia .  En Nueva York, los daños en Long Island alcanzaron los $8 millones, de los cuales $3 millones provinieron de la erosión en Rockaway Beach . Una persona murió en Nueva York cuando una rama de un árbol se partió debido a los fuertes vientos y cayó sobre ella.  Aproximadamente 36.000 residentes en la parte baja del valle de Hudson se quedaron sin electricidad.  En Connecticut , fuertes vientos en Bridgeport derribaron árboles, que cayeron sobre graneros, porches y casas.  Alrededor de 247.000 personas se quedaron sin electricidad en todo el estado.  Ocurrieron tres muertes en Connecticut, una por un accidente causado por caminos resbaladizos y las otras dos por envenenamiento por monóxido de carbono de un generador.  Se informaron inundaciones en Nueva Inglaterra .y fue especialmente grave en Vermont . La ciudad más afectada fue Chester , donde 35 de sus 85 carreteras se inundaron y 5 puentes quedaron arrasados. Dos personas murieron en Huntington después de que el puente peatonal que cruzaban se derrumbara en el río Huntington.  Un total de 12 personas perdieron la vida y los daños alcanzaron un valor estimado de 100 millones de dólares.  En Canadá, fuertes lluvias cayeron sobre New Brunswick , alcanzando 7 pulgadas (180 mm) en Edmundston , provocando inundaciones que dañaron cultivos, casas y caminos. Las estimaciones de daños alcanzaron al menos $ 1 millón. 

### Tormenta tropical Dottie
Un área de baja presión en el sureste del Golfo de México se convirtió en una depresión tropical a principios del 18 de agosto. La depresión se desplazó hacia el este y el noreste durante el día siguiente, antes de comenzar a acelerar el 19 de agosto. El ciclón se intensificó aún más hasta convertirse en la tormenta tropical Dottie por 12 :00 UTC.  Poco después, Dottie tocó tierra en Florida sobre el condado continental de Monroe .  El ciclón avanzó rápidamente hacia el noreste antes de volver a emerger en el Atlántico cerca de Palm Beach .  Dottie se movió hacia el norte y alcanzó su punto máximo con vientos de 50 mph (85 km/h) a las 06:00 UTC del 20 de agosto, antes de debilitarse posteriormente debido a la cizalladura del viento. Cuando Dottie tocó tierra en Charleston, Carolina del Sur , a primeras horas del 21 de agosto, apenas alcanzaba la intensidad de una tormenta tropical.  Se deterioró a depresión tropical el 21 de agosto y se disipó poco después.  El sistema de baja presión remanente giró hacia el sur y una vez más entró en el Atlántico antes de girar hacia el oeste y cruzar la península de Florida. 
Dottie dejó caer fuertes lluvias en el sur de Florida, con un máximo total de 10,86 pulgadas (276 mm).  Sin embargo, el impacto de la precipitación se limitó principalmente a la inundación de calles en varias ciudades,  lo que retrasó el viaje de miles de automovilistas durante la hora pico de la mañana, especialmente en Miami .  Las ráfagas de viento con fuerza de tormenta tropical dañaron un techo en Marathon , derribaron algunos árboles,  e interrumpieron la electricidad en al menos 20 vecindarios,  aunque el daño general del viento fue menor.  En las Bahamas , un barco pesquero volcó cerca de Gran Bahama , ahogando a cuatro de sus ocupantes. Las precipitaciones fueron generalmente ligeras en las Carolinas , aunque 7,78 pulgadas (198 mm) de precipitación cayeron en Carolina Beach, Carolina del Norte , inundando algunas áreas de la ciudad con hasta 5 pies (1,5 m) de agua.  Sin embargo, la lluvia fue mayormente beneficiosa debido a una severa sequía. La erosión de la playa ocurrió debido a que las mareas alcanzaron los 1,1 m (3,5 pies) normales en Atlantic Beach 

### Huracán Candice
El 11 de agosto, se localizó un mínimo de núcleo frío al sur de las Bermudas. Durante la próxima semana, el sistema se calentó y se movió hacia la superficie.  Alrededor de las 12:00 UTC del 18 de agosto, la baja se convirtió en una depresión tropical a unas 200 millas (320 km) al oeste-suroeste de la isla,  después de que las imágenes satelitales mostraron una mejor organización y un barco que informaba vientos con ráfagas de 46 74 km/h (mph).  Moviéndose con bastante rapidez hacia el norte-noreste, la depresión se intensificó hasta convertirse en la tormenta tropical Candice unas seis horas después. Candice se curvó hacia el este-noreste temprano el 20 de agosto y se debilitó ligeramente, antes de volver a fortalecerse más tarde ese día. A las 06:00 UTC del 20 de agosto, el ciclón se intensificó hasta convertirse en huracán. Candice, que se convirtió en huracán a 41,2°N, fue una de las pocas tormentas tropicales del Atlántico que se intensificó hasta convertirse en huracán mientras se encontraba al norte de 40°N .  Alrededor de ese tiempo, Candice había desacelerado y girado brevemente hacia el sureste, antes de girar hacia el noreste el 21 de agosto. Candice continuó intensificándose, alcanzando un máximo con vientos sostenidos de 90 mph (150 km/h) y una presión mínima de 964 mbar ( 28,5 inHg) más tarde al día siguiente.  Luego, el huracán aceleró debido a la aproximación de un frente frío, antes de fusionarse con el frente a unas 475 millas (765 km) al este de Terranova a las 12:00 UTC del 24 de agosto. 

### Huracán Emmy
Una onda tropical emergió en el Atlántico desde la costa oeste de África el 15 de agosto. La onda se movió hacia el oeste a una velocidad de 27 a 37 km/h (17 a 23 mph) antes de convertirse en una depresión tropical el 20 de agosto,  mientras estaba situado aproximadamente a 1.150 millas (1.850 km) al este de las Antillas Menores. La depresión se fortaleció hasta convertirse en la tormenta tropical Emmy el 22 de agosto a medida que avanzaba hacia el oeste-noroeste.  Dos días más tarde, recurrió hacia el noreste debido a un sistema de baja presión frontal no estacional que se desarrolló rápidamente hacia el noreste.  Después de intensificarse en un huracán de categoría 1 el 25 de agosto,  la tormenta comenzó a moverse hacia el este debido a un sistema frontal de baja presión ubicado al noreste. A última hora del 26 de agosto, Emmy se convirtió en un huracán de categoría 2 mientras se desplazaba hacia el noreste. 
El huracán reanudó su curso hacia el oeste-noroeste a última hora del 27 de agosto,  antes de volver a girar hacia el este a principios del 29 de agosto debido a los fuertes vientos del oeste en los niveles superiores.  A las 12:00 UTC, Emmy alcanzó su máxima intensidad con vientos máximos sostenidos de 105 mph (165 km/h) y una presión barométrica mínima de 974 mbar (28,8 inHg). El ciclón se debilitó lentamente mientras se movía hacia el este, cayendo a una intensidad de Categoría 1 el 1 de septiembre. Emmy se dirigió brevemente hacia el este-sureste, antes de girar hacia el norte-noreste el 2 de septiembre. Entre la tarde del día siguiente y la madrugada del 4 de septiembre, Emmy pasó por las Azores, antes de ser absorbida por el huracán Frances poco después de trasladarse al norte de las islas. Los daños en las Azores aparentemente no fueron significativos, aunque la tormenta causó 68 muertes cuando un avión de la Fuerza Aérea de Venezuela que transportaba un coro escolar se estrelló en un intento de aterrizaje en la Base Aérea de Lajes .

### Huracán Frances
Una onda tropical emergió en el Atlántico desde la costa oeste de África el 24 de agosto.  Después de moverse hacia el oeste durante tres días, el sistema se convirtió en una depresión tropical a unas 860 millas (1380 km) al oeste-suroeste de las islas más al sudoeste de Cabo Verde. .  Un vuelo de un avión de reconocimiento hacia la tormenta el 28 de agosto registró vientos de 58 mph (93 km/h) y una presión barométrica de 1.002 mbar (29,6 inHg), lo que provocó que el ciclón se convirtiera en tormenta tropical Frances. La tormenta comenzó a curvarse hacia el noroeste debido a una debilidad en las Azores High causada por el paso reciente del huracán Emmy. A primeras horas del 30 de agosto, Frances se intensificó hasta convertirse en huracán. Aproximadamente 24 horas después, el ciclón giró hacia el norte, muy al noreste de las Antillas Menores. Reforzándose aún más, Frances alcanzó su punto máximo como huracán de categoría 3 a las 06:00 UTC del 1 de septiembre,  con vientos sostenidos de medición de reconocimiento de 115 mph (185 km/h) y una presión barométrica mínima de 963 mbar (28,4 inHg). 
Frances comenzó a debilitarse casi inmediatamente a partir de entonces, cayendo a una intensidad de Categoría 2 al mediodía del 1 de septiembre.  La debilidad en Azores High continuó influyendo en el camino de la tormenta, lo que provocó que Frances recurriera hacia el este en ese momento.  Comenzó una tendencia de debilitamiento más lento, y la tormenta se degradó a Categoría 1 el 3 de septiembre.  Después de curvarse hacia el noreste, Frances comenzó a perder características tropicales mientras se acercaba a las Azores.  La transición a un ciclón extratropical se completó por completo a las 12:00 UTC del 4 de septiembre, con el centro de Frances a unas 345 millas (555 km) al sur-suroeste de la isla de Flores .en las Azores. Los remanentes extratropicales atravesaron las Azores y completaron un circuito en sentido antihorario al norte de las islas antes de disiparse el 7 de septiembre.

### Huracán Gloria
El 18 de septiembre, una onda tropical ingresó al Atlántico desde la costa oeste de África. Mientras la ola se movía hacia el oeste-noroeste a aproximadamente 12 mph (19 km/h), una baja presión fría de la troposfera superior interactuó y luego se fusionó con el sistema, lo que provocó que las características de las nubes se organizaran mejor para el 23 de septiembre. Después de tres días, el la circulación de bajo nivel se volvió bien definida, lo que resultó en el desarrollo de una depresión tropical a unas 400 millas (640 km) al noreste de las Antillas Menores . La depresión se movió lentamente hacia el norte y se intensificó en la tormenta tropical Gloria a las 12:00 UTC del 27 de septiembre. Temprano al día siguiente, Gloria comenzó a moverse hacia el noroeste. A las 06:00 UTC del 29 de septiembre, el ciclón se intensificó hasta convertirse en huracán y se convirtió en huracán de categoría 2 unas 24 horas después. Gloria alcanzó su punto máximo con vientos máximos sostenidos de 105 mph (165 km/h) y una presión barométrica mínima de 970 mbar (29 inHg) a las 12:00 UTC del 30 de septiembre,  según observaciones de reconocimiento e imágenes satelitales. 
A partir del 30 de septiembre, el huracán avanzó hacia el noreste y luego hacia el este-norte debido a múltiples vaguadas de onda corta que cruzaron el Atlántico de Canadá y se adentraron en el Atlántico.  Gloria se estabilizó lentamente en intensidad, debilitándose a un huracán de categoría 1 a las 12:00 UTC del 1 de octubre. Temprano al día siguiente, la tormenta cayó al estado de tormenta tropical. Después de un trote hacia el este-sureste el 3 de octubre, Gloria reanudó su movimiento hacia el este-noreste el 4 de octubre. Alrededor de ese tiempo, el ciclón se debilitó a depresión tropical. Gloria también comenzó a perder características tropicales y se volvió extratropical a unas 200 millas (320 km) al oeste-suroeste de las islas más al noroeste de las Azores a las 00:00 UTC del 5 de octubre.

### Huracán Holly
Una onda tropical emergió de la costa occidental de África el 14 de octubre. Inicialmente, la onda se mantuvo relativamente débil, hasta que la convección comenzó a concentrarse cerca del centro mientras estaba situada muy al este de las Antillas Menores el 20 de octubre. Después de una mayor organización, [  depresión tropical se desarrolló a las 18:00 UTC del 22 de octubre aproximadamente 405 millas (650 km) al este-noreste de las Islas de Sotavento. La depresión se desplazó hacia el norte-noroeste y se fortaleció hasta convertirse en la tormenta tropical Holly unas 24 horas después. Poco después, la tormenta curvó hacia el norte-noreste y se intensificó a un ritmo más rápido. A las 12:00 UTC del 24 de octubre, Holly se convirtió en un huracán de categoría 1 y alcanzó su punto máximo con vientos máximos sostenidos de 75 mph (120 km/h) y una presión barométrica mínima de 990 mbar (29 inHg). Sin embargo, el sistema se debilitó nuevamente a tormenta tropical unas 24 horas después debido a la interacción con una vaguada superior. Temprano el 27 de octubre, Holly comenzó a acelerar hacia el noreste por delante de un frente frío.  La tormenta se fusionó con el frente frío a última hora del 28 de octubre a unas 400 millas (640 km) al noroeste de las Azores.  Los restos rápidamente se volvieron indistinguibles. 

## Nombre de los ciclones tropicales
Los siguientes nombres se usaron para tormentas con nombre que se formaron en la cuenca del Atlántico en 1976.  No se retiraron tormentas después de la temporada; sin embargo, una revisión del sistema de nombres en 1979 para incluir nombres masculinos resultó en que la mayoría de esta lista fuera descartada. Las excepciones fueron Frances, Gloria, Kay, Maria y Pamela (aunque Kay y Pamela están en las listas del Pacífico Oriental).
| - Anna - Belle - Candice - Dottie - Emmy - Frances - Gloria | - Holly - Igna (sin usar) - Jill (sin usar) - Kay (sin usar) - Lilias (sin usar) - María (sin usar) - Nola (sin usar) | - Orfha (sin usar) - Pamela (sin usar) - Ruth (sin usar) - Shirley (sin usar) - Trixie (sin usar) - Vilda (sin usar) - Wynne (sin usar) |